# Blackswift
Blackswift (ook wel HTV-3X) is de naam van een prototype van een Amerikaans hypersonisch militair onbemand ruimtevliegtuig, dat deel uitmaakt van het ontwikkelingsprogramma van het DARPA Falcon Project. Als de plannen doorgaan, zal Blackswift worden gebouwd door Lockheed Martin Skunk Works, in samenwerking met Boeing en Alliant Techsystems. In september 2007 tekenden DARPA en de United States Airforce over de ontwikkeling van het vliegtuig een overeenkomst (memo of understanding).
Het Falcon-project is een programma om hypersonische technologieën (hypersonic technology vehicles, HTV) te ontwikkelen en testen. Het uiteindelijke doel is een hypersonisch vliegtuig te bouwen, dat kan opstijgen van een gewone startbaan en overal ter wereld binnen twee uur kan aankomen, waarbij ook boven de atmosfeer wordt gevlogen. Dit vliegtuig moet conventionele springkoppen vervoeren, zodat men snel overal ter wereld snel kan toeslaan. De ontwikkeling van Blackswift is een stap in die richting. 
De Blackswift, een vliegtuig ter grootte van een gevechtsvliegtuig, zal horizontaal moeten opstijgen en worden voortgestuwd door een combinatie van een straalmotor en een ramjet. De straalmotor moet het vliegtuig voortstuwen naar een snelheid van Mach 3, waarna de ramjet moet zorgen voor een extra boost die leidt tot een snelheid van maximaal Mach 6. Na aankomst moet het toestel terugkeren en weer landen op een landingsbaan. De ramjet zal worden ontwikkeld door Pratt & Whitney Rocketdyne. Stephen Walker van DARPA moet het project leiden. Met de bouw van twee prototypes is een bedrag van 800 miljoen dollar gemoeid.